# Liste des cours d'eau du Beleriand
Cet article détaille les rivières et fleuves du Beleriand, une région de la Terre du Milieu imaginée par J. R. R. Tolkien.
- Haut – A
- B
- C
- D
- E
- F
- G
- H
- I
- J
- K
- L
- M
- N
- O
- P
- Q
- R
- S
- T
- U
- V
- W
- X
- Y
- Z

## A
- L'Adurant est le sixième et dernier affluent du Gelion en Ossiriand en partant du nord. Son nom signifie « double cours » en sindarin, en référence à l'île fluviale de Tol Galen enclose par ses eaux.
- L'Aros prend sa source en deux branches à l'est de l'Ered Gorgoroth, le rebord méridional de Dorthonion. Il coule vers le sud à travers Dor Dínen et Doriath, et reçoit les eaux du Celon par sa rive gauche avant d'obliquer vers l'ouest en formant la limite sud de la forêt de Region. Il rejoint la rive gauche du Sirion en formant les marais d'Aelin-uial.
- L'Ascar est le premier et le plus septentrional des six affluents du Gelion en Ossiriand. Les trésors de Doriath y sont jetés par Beren après la bataille de Sarn Athrad, et la rivière est rebaptisée Rathlóriel (« lit d'or » en sindarin).

## B

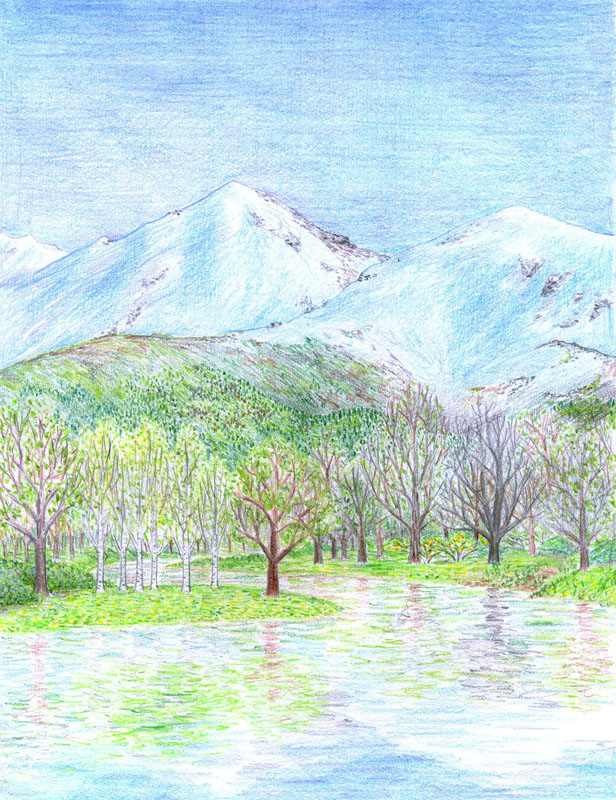
Le Brilthor

- Le Brilthor est le quatrième des six affluents du Gelion en Ossiriand en partant du nord.
- Le Brithon est un fleuve du Falas, à l'ouest du Beleriand, qui se jette dans la Grande Mer à Brithombar.

## C
- Le Celebros est un torrent de Brethil, tributaire du Teiglin.
- Le Celon est un affluent de l'Aros. Il prend sa source sur la colline de Himring et traverse Nan Elmoth.

## D
- Le Duilwen est le cinquième des six affluents du Gelion en Ossiriand en partant du nord.

## E
- L'Esgalduin prend sa source dans l'Ered Gorgoroth sous forme de deux branches séparant Nan Dungortheb de Dor Dínen, puis coule à travers  Doriath où il sépare les forêts de Neldoreth et Region, avant de se jeter dans le Sirion par la rive gauche. L'Esgalduin est franchi par Iant Iaur, le Vieux Pont, près de la frange nord de Neldoreth, et c'est sur ses berges méridionales qu'est creusé Menegroth, le palais souterrain de Thingol et Melian.

## G
- Le Gelion est l'un des deux grands fleuves de Beleriand, moins puissant mais plus long que le Sirion. Formé initialement de deux bras, le Petit Gelion et le Grand Gelion, il coule du nord au sud à l'est du Beleriand et reçoit sur sa rive gauche six affluents de l'Ered Luin, lesquels ont donné leur nom à l'Ossiriand.
- Le Ginglith est un affluent de la rive droite du Narog.
- Le Glithui est un petit affluent de la rive gauche du Teiglin, au nord de son confluent avec le Malduin. Il prend sa source dans l'Ered Wethrin.

## L
- Le Legolin est le troisième des six affluents du Gelion en Ossiriand en partant du nord.
- Le Lithir est le deuxième des affluents du Sirion en partant du nord, il prend sa source en Dorthonion et se jette après un court trajet dans le Sirion par la rive gauche[1].

## M
- Le Malduin est un affluent de la rive gauche du Teiglin, descendu de l'Ered Wethrin.
- Le Mindeb prend sa source dans l'Ered Wethrin, traverse la passe d'Anach où il reçoit un court affluent descendu du massif du Crissaegrim, et se jette dans le Sirion par la rive droite. Il sépare Dimbar à l'ouest, de Nan Dungortheb puis de la forêt de Neldoreth à l'est.

## N
- Le Narog prend sa source dans le lac d'Ivrin, sur le versant sud de l'Ered Wethrin, et reçoit les eaux de la rivière Ginglith. Il se jette dans le Sirion par la rive droite au cœur de la forêt de Nan-Tathren. Il creuse de profondes gorges sur une partie de son cours, près desquelles est édifiée la ville souterraine de Nargothrond, au niveau du Ringwil. Le nom dériverait du khuzdul Narâg[2].
- Le Nen Lalaith est un ruisseau de Dor-lómin qui coule près de la maison de Húrin, d'après lequel sa fille Urwen, sœur de Túrin, reçoit son surnom de Lalaith « Rire ».
- Le Nenning est un fleuve du Falas se jetant dans la Grande Mer à Eglarest.

## R
- Le Ringwil est un ruisseau tributaire du Narog près de Nargothrond.
- Le Rivil est le premier des affluents du Sirion en partant du nord. Il prend sa source en Dorthonion et coule vers le nord-ouest avant de se jeter dans le Sirion par la rive gauche. Au confluent se trouvent les marais de Serech.

## S
- Le Sirion est l'un des deux grands fleuves de Beleriand avec le Gelion, et le premier par la puissance. Il prend sa source dans l'Ered Wethrin et se jette dans la Grand Mer au niveau de la baie de Balar. Il sépare les parties ouest et est du Beleriand et reçoit les eaux de nombreux affluents.

## T
- Le Teiglin prend sa source dans l’Ered Wethrin, au sud de Dor-lómin. Il reçoit les eaux des rivières Glithui et Malduin avant de rejoindre la rive droite du Sirion. Au sud de la forêt de Brethil, il creuse de profondes gorges, où Túrin tue le dragon Glaurung. Le principal gué sur le fleuve se trouve peu avant ces gorges, à l'orée de Brethil ; la route qui relie Nargothrond à Tol Sirion passe par ce gué. Le nom de ce fleuve varia à plusieurs reprises dans les écrits de Tolkien. Son fils Christopher, en éditant Le Silmarillion, choisit la forme Teiglin, mais il semble qu'il ait fait une erreur, car la dernière forme adoptée par son père était Taeglin[3].
- Le Thalos est le deuxième des six affluents du Gelion en Ossiriand en partant du nord.